# Haplopteris ensiformis
Haplopteris ensiformis är en kantbräkenväxtart som först beskrevs av Olof Peter Swartz och som fick sitt nu gällande namn av Edmund H. Crane.
Haplopteris ensiformis ingår i släktet Haplopteris och familjen Pteridaceae. Inga underarter finns listade i Catalogue of Life.